# Kris Goossens
Kris Goossens, né le 20 février 1974 à Uccle, est un joueur de tennis belge, professionnel entre 1993 et 2001.

## Carrière
Il a notamment fait partie de l'équipe belge de Coupe Davis lors du premier tour de l'édition 1995 contre la Russie aux côtés de Filip Dewulf et Libor Pimek. Il s'incline lors du second simple contre Ievgueni Kafelnikov (6-4, 3-6, 6-3, 6-4) et du dernier simple sans enjeu contre Andrei Chesnokov (6-7, 6-2, 7-6).
En 1995, il atteint les demi-finales du tournoi de Båstad en éliminant Jonas Björkman, 24e mondial, au premier tour. Il bat également Carlos Costa, 31e, lors du tournoi de Valence.
Principalement actif sur le circuit Challenger, il s'est imposé à Fürth et Budapest en 1994, Dresde et Guayaquil en 1995 et Ulm en 1996. En double, il a remporté ce même tournoi en 1997 ainsi que celui d'Ostende la même année.

## Parcours dans les tournois duGrand Chelem

### En simple
| Année | Open d'Australie | Open d'Australie | Internationaux de France | Internationaux de France | Wimbledon       | Wimbledon | US Open         | US Open      |
| ----- | ---------------- | ---------------- | ------------------------ | ------------------------ | --------------- | --------- | --------------- | ------------ |
| 1995  | —                | —                | 1er tour (1/64)          | H. Dreekmann             | —               | —         | 1er tour (1/64) | M. Woodforde |
| 1996  | 1er tour (1/64)  | M. Joyce         | 2e tour (1/32)           | G. Forget                | 1er tour (1/64) | B. Black  | 1er tour (1/64) | S. Bruguera  |
| 1997  | 1er tour (1/64)  | M. Chang         | —                        | —                        | —               | —         | —               | —            |

N.B. : à droite du résultat se trouve le nom de l'ultime adversaire.